# Pertactin
Pertactin ist ein Protein, das bei Bordetella-Bakterien in der äußeren Zellmembran sitzt. Es dient der Anhaftung (Adhäsion) an Wirtszellen (ein so genanntes Adhäsin). Pertactin ist ein menschliches Immunogen und Antikörper gegen Pertactin zeigen im Tiermodell einen protektiven Effekt gegen Bordetella-Infektionen. Die Vorteilhaftigkeit gegenüber etablierten Pertussis-Impfungen wird allerdings in Zweifel gezogen.
Der Pertactin-Präkursor enthält eine β-Fass-Domäne, die nach dem Transport ins Periplasma von Peptidasen abgetrennt wird und vermutlich ein Porin in der äußeren bakteriellen Membran bildet, durch welches der abgetrennte Pertactin-Teil nach außen transportiert wird. Pertactin selbst besteht ebenfalls fast ausschließlich aus β-Faltblättern, die zusammen die größte bisher bekannte β-Helix bilden.